# 293e régiment d'infanterie
Pour les articles homonymes, voir 293e régiment.
Le 293e régiment d'infanterie (293e RI) est un régiment d'infanterie de l'Armée de terre française qui a combattu lors de la Première Guerre mondiale.
Constitué en août 1914 avec les bataillons de réserve du 93e régiment d'infanterie, il est dissous en novembre 1917.

## Création et différentes dénominations
- Août 1914 : création du 293e régiment d'infanterie
- novembre 1917 : dissolution

## Chefs de corps

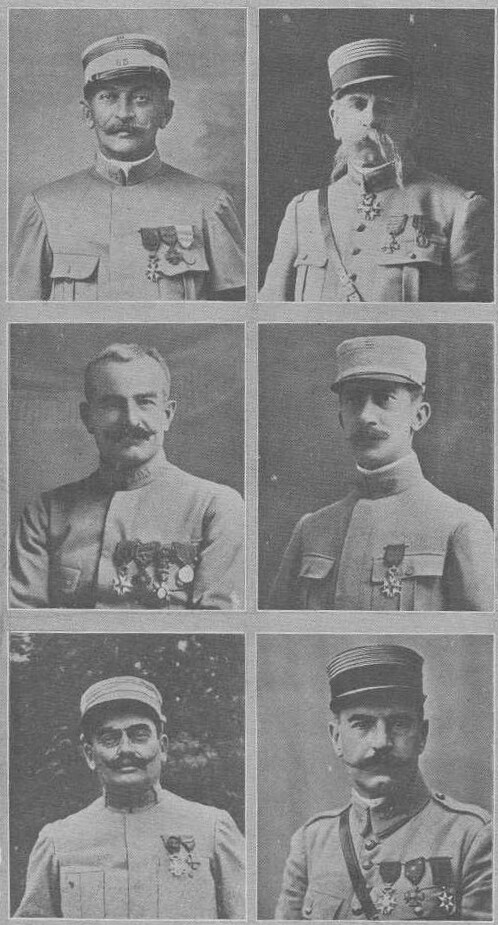
Les colonels du. Première ligne : Desgrées du Loû et Gouvello. En dessous : Arnaudeau et Manceron. En bas : Thouraud de Lavignère et Ménestrier.

- août - octobre 1914 : lieutenant-colonel Xavier Desgrées du Lou[1]
- octobre 1914 - septembre 1915 : lieutenant-colonel Arthur de Gouvello[2],[3]
- septembre 1915 - mai 1916 : chef de bataillon puis lieutenant-colonel Philippe Arnaudeau[3],[4]
- mai - juillet 1916 : lieutenant-colonel Louis Victor Antoine Manceron[4],[5],[6]
- juillet 1916 - janvier 1917 : lieutenant-colonel Louis Jules Thouraud de Lavignère[5]
- janvier - juin 1917 : lieutenant-colonel Philippe Arnaudeau[7]
- juin - novembre 1917 : lieutenant-colonel Ménestrier[8]

## Historique des garnisons, combats et batailles du 293eRI

### Première Guerre mondiale

#### Affectation
- Réserve d'infanterie du 11e corps d'armée d'août 1914 à juin 1915[9]
- 302e brigade de la 151e division d'infanterie de juin 1915 à juin 1916[10]
- Infanterie divisionnaire de la 151e division d'infanterie de juin 1916 à novembre 1917[10]

- Elle ne cite pas suffisamment ses sources. Vous pouvez indiquer les passages à sourcer avec {{référence nécessaire}} ou {{Référence souhaitée}}, et inclure les références utiles en les liant aux notes de bas de page. (Marqué depuis juillet 2022)
- Son texte doit être wikifié : il ne correspond pas à la mise en forme Wikipédia (style, typographie, liens internes, liens entre les wikis, etc.). (Marqué depuis juillet 2022)

### 1914
Le 293e RI est formé à La Roche-sur-Yon.
Ardennes Belges,
La Meuse,
Bataille de la Marne Fère Champenoise (il ne reste que 700 hommes au régiment).

### 1915
La Somme
2e bataille de Champagne à Ville sur Tourbe (Main de Massige)

### 1916
Champagne,
Verdun

### 1917
- 22 avril : le 293e relève le 403e RI dans le secteur des Cavaliers de Courcy à Betheny.

- Craonne, Vauxaillon

## Drapeau

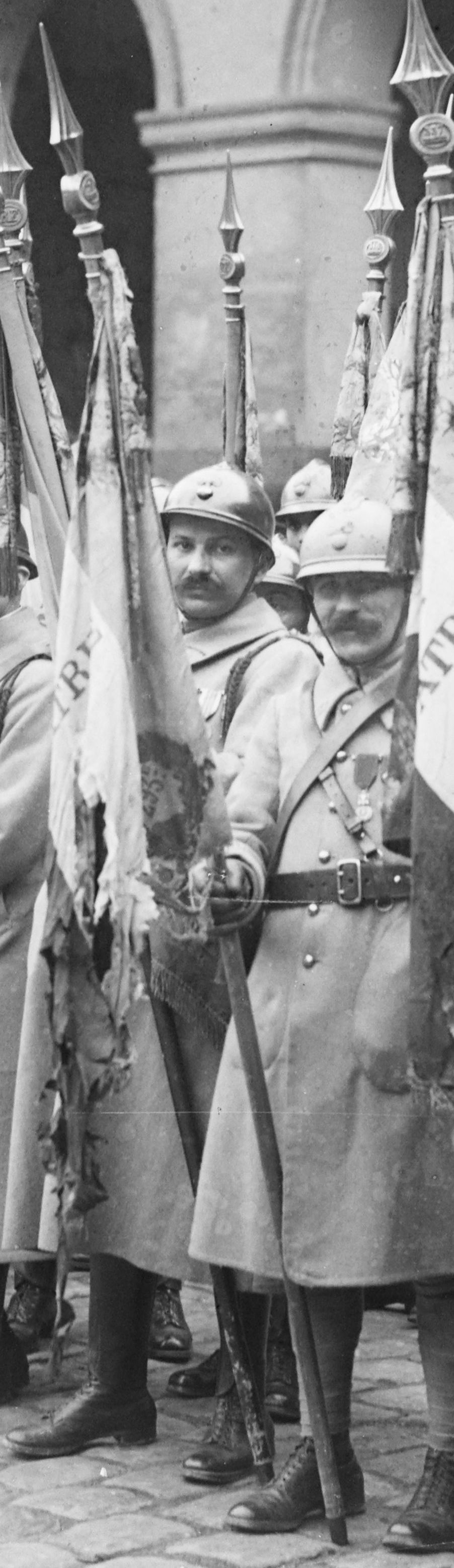
Le drapeau du lors de sa remise au musée de l'Armée le 21/2/1922.

Les noms de deux batailles s'inscrivent en lettres d'or sur le drapeau :
- La Meuse 1914
- L'Aisne 1917

Le régiment ayant reçu une citation à l'ordre de la division, la cravate de son drapeau est décorée de la croix de guerre 1914-1918.

## Personnalités ayant servi au293eRI
- Xavier Desgrées du Loû, chef de corps en 1914, tué héroïquement en septembre 1915 à la tête du 65e RI.